# المورف

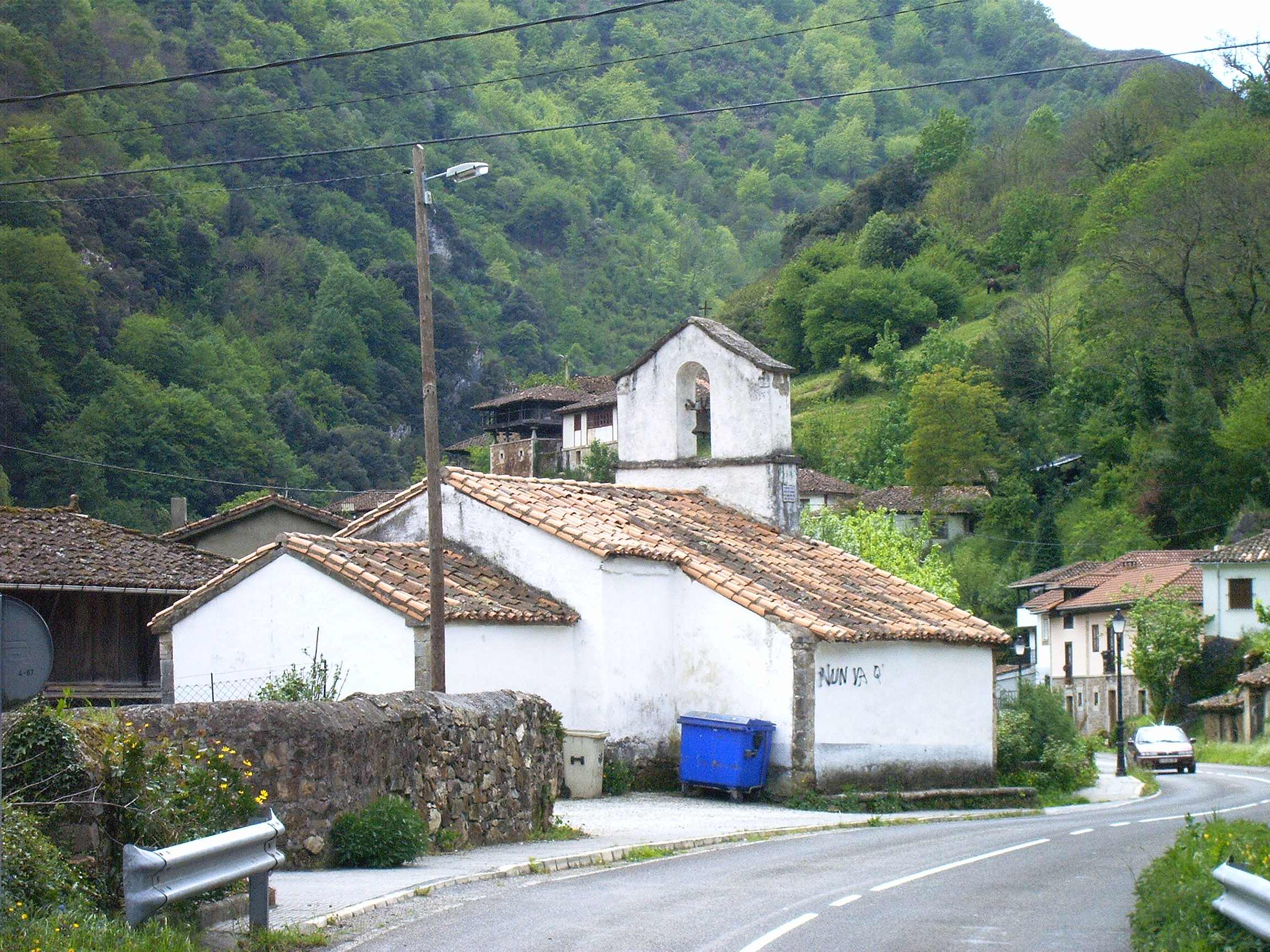
کلیسای سانتا ماریا د آلمورفمساحت آن 5.96 کیلومتر مربع (2.30 مایل مربع) با جمعیت 38 نف

المورف (به اسپانیایی: Almurfe) یک منطقهٔ مسکونی در اسپانیا است که در آستوریاس واقع شده‌است.